# Het oog van Ra
Het oog van Ra is een stripverhaal uit de reeks van Suske en Wiske. Het is geschreven door Peter van Gucht en getekend door Luc Morjaeu. Het is het eerste verhaal van een reeks van drie verhalen; het tweede verhaal is De krijgers van Sekhmet en het derde verhaal is De verboden tempel.

## Locaties
Dit verhaal speelt zich af op de volgende locaties:
- België, Delhaize, het huis van professor Barabas, de Atlantische Oceaan, de haven, het huis van Lambik en Jerom

## Personages
In dit verhaal komen de volgende personages voor:
- Suske, Wiske, tante Sidonia, Lambik, Jerom, professor Barabas, Nashwa (archeologe), winkelende mensen, Justin Johnson (steenrijke kunstverzamelaar en achterkleinzoon van James Johnson), handlangers van Justin, ambulancebroeders, passagiers van een tram, man

## Uitvindingen
In dit verhaal komt de volgende uitvinding van professor Barabas voor:
- de IJzeren Schelvis (bathyscaaf)[1], de gyronef, de Dreamdrone

## Het verhaal
Tante Sidonia en Wiske gaan winkelen bij Delhaize voor ze een bijzondere reis gaan maken. De vrienden verzamelen zich bij professor Barabas en hij stelt hen voor aan Nashwa, die door de Egyptische overheid als verantwoordelijke voor de reis is aangeduid. In 1920 ontdekte archeoloog Abubakar samen met James Johnson de tempel van Sekhmet. In deze tempel vonden ze het Oog van Ra, een geschenk van de zonnegod Ra aan de godin met het leeuwenhoofd. Johnson smokkelde het Oog van Ra mee naar Engeland, maar het schip verging in een storm en dit wordt door sommige mensen toegeschreven aan de vloek die op het Oog rust. De vrienden merken niet dat ze worden afgeluisterd en gaan op weg om het Oog op te duiken van de bodem van de Atlantische Oceaan.
De IJzeren Schelvis wordt door een hamerhaai aangevallen. Jerom kan het dier verslaan en merkt een andere duikboot op, maar deze is niet zichtbaar op de radar. De vrienden komen bij de Goosewine en Jerom, Lambik en Suske gaan in hun duikpakken aan boord van het wrak. Lambik wordt aangevallen door een inktvis, maar Suske kan hem redden en ze vinden de kluis waarin het Oog verborgen zou zijn. Aan boord van de IJzeren Schelvis onderzoekt professor Barabas het voorwerp en hij waarschuwt dat je het Oog alleen met handschoenen mag aanraken. Dan raakt een torpedo de IJzeren Schelvis en Nashwa vermoed dat de achterkleinzoon van James achter deze aanval zit. Een tweede torpedo kan worden ontweken, maar dan ramt de andere duikboot de IJzeren Schelvis en professor Barabas raakt buiten bewustzijn.
Jerom kan de duikboot van de aanvallers onklaar maken en de vrienden keren terug naar de haven. Suske en Wiske gaan met professor Barabas mee naar het ziekenhuis en het Oog wordt naar het laboratorium van professor Barabas gebracht door Lambik, Jerom en Nashwa. De auto wordt beschoten en raakt van de weg en voor Jerom kan ingrijpen is Nashwa in handen van de criminelen gekomen. Nashwa is echter sterker dan verwacht en kan de criminelen verslaan, maar de vrienden kunnen niet voorkomen dat de criminelen in hun auto vluchten. Jerom achtervolgt de auto en Lambik en Nashwa vluchten met de kluis het bos in om te ontkomen aan een van de criminelen die is achtergebleven. Nashwa struikelt en bezeert haar voet en geeft Lambik opdracht om de kluis in veiligheid te brengen.
De crimineel ziet Lambik en deze geeft hem de kluis. Lambik vertelt Nashwa dat hij het Oog uit de kluis heeft gehaald, voordat hij deze afgaf aan de crimineel. Nashwa is verbijsterd en vertelt dat de vloek nu op Lambik is overgebracht. De vrienden horen 's avonds dat professor Barabas het ziekenhuis de volgende dag mag verlaten. Het Oog is opgeborgen in de kluis van de professor, maar Nashwa vertelt dat Justin niet snel zal opgeven. Het Oog moet zo snel mogelijk naar Caïro worden gebracht. Tijdens de bijeenkomst gedraagt Lambik zich vreemd en hij gaat vroeg op bed. Lambik droomt over de godin van ziekte en genezing en zij waarschuwt dat Lambik voor eeuwig vervloekt zal zijn als het Oog niet binnen zeven maal zeven uur teug is op het altaar van Sekhmet.
Lambik wordt wakker en schrikt als hij merkt dat hij een staart heeft gekregen. Jerom belt de vrienden op en zij zien dat het huis van Lambik en Jerom verwoest is. Het blijkt dat Jerom dit heeft veroorzaakt door te niezen; hij is allergisch voor Lambik. Tante Sidonia gaat het huis in en schrikt als ze ziet dat Lambik is veranderd in een leeuw. De vrienden lopen naar het huis van professor Barabas. Jerom blijft achter, want hij zou door te niezen het laboratorium kunnen vernietigen. Op straat vluchten de mensen weg als ze de leeuw zien lopen. Professor Barabas onderzoekt Lambik en concludeert dat hij een Berberleeuw is geworden. Lambik wil dat het Oog binnen twee dagen terug wordt geplaatst in de tempel van Sekhmet, maar Nashwa vertelt dan dat niemand weet waar de tempel zich bevindt.
Nashwa zal een bezoek brengen aan de Egyptische ambassadeur en wil hem vragen of de vrienden het Oog mogen houden tot de vloek verbroken is. Lambik bewaakt de kluis en tante Sidonia en Wiske gaan op weg om inkopen te doen. Suske en professor Barabas doen onderzoek naar de locatie van de tempel van Sekhmet, maar dan horen ze een helikopter en een van de criminelen dringt het laboratorium binnen. Ook de andere criminelen komen binnen en binden de professor en Suske vast. Als twee criminelen bij de kluis komen, kan Lambik hen verslaan. De derde crimineel kan hem echter lokken met een schoteltje melk en Lambik wordt opgesloten in de keuken.
Tante Sidonia en Wiske zien de helikopter vertrekken en de gyronef is onbruikbaar doordat er net een onderhoudsbeurt wordt uitgevoerd. Maar Wiske kent de nieuwe uitvinding van de professor en achtervolgt de helikopter in de Dreamdrone. In een luchtgevecht wordt de Dreamdrone geraakt en Wiske laat het toestel neerstorten op de helikopter. Ze kan zichzelf in veiligheid brengen door in een rivier te duiken. Wiske rent naar de neergestorte helikopter en ziet dat de drie criminelen bewusteloos zijn geraakt tijdens de crash. Wiske vindt het kluisje met het Oog en belt tante Sidonia. Tijdens het gesprek wordt ze echter van achteren neergeschoten en blijft bewegingloos op de grond liggen.